# CONCACAF Champions League 2013-2014
La CONCACAF Champions League 2013-2014 è stata la 49ª edizione della CONCACAF Champions League e la sesta con questo formato. Il torneo è iniziato il 6 agosto 2013 ed è terminato il 23 aprile 2014. Il Cruz Azul ha vinto la competizione per la sesta volta, e si è qualificato per la Coppa del mondo per club FIFA 2014.

## Formula
Le squadre partecipanti sono state ventiquattro, provenienti dalle tre associazioni regionali che compongono la CONCACAF: la North American Football Union, la Central American Football Union e la Caribbean Football Union. Nove provenivano dal Nord America, dodici dalla zona del Centro America, e tre dai Caraibi.
Le squadre, per poter partecipare al torneo, devono rispettare i criteri imposti dalla CONCACAF in materia di stadi. Se le squadre aventi diritto a partecipare non hanno uno stadio casalingo in grado di soddisfare i criteri richiesti, possono indicarne un altro a norma nel proprio paese. Se un club non riuscisse a trovare un impianto adeguato per la competizione sarebbe escluso dalla manifestazione.
Le 24 squadre sono state divise in otto gruppi da tre squadre ciascuno e si sono affrontate tra di loro in match di andata e ritorno. La prima classificata di ciascun gruppo ha guadagnato l'accesso alla fase a eliminazione diretta.
Le otto squadre qualificate sono state classificate in base ai punti ottenuti nel girone e poi accoppiate seguendo un tabellone di tipo tennistico. Ciascun turno della fase a eliminazione diretta (quarti di finale, semifinali e finale) si è svolto con incontri di andata e ritorno. In caso di parità nel risultato aggregato, il passaggio del turno è stato deciso applicando la regola dei gol fuori casa, la quale però non valeva ai tempi supplementari.

## Date
| Fase                        | Turno            | Sorteggio                  | Andata               | Ritorno              |
| --------------------------- | ---------------- | -------------------------- | -------------------- | -------------------- |
| Fase a gironi               | Prima giornata   | 3 giugno 2013 (Doral, USA) | 6-8 agosto 2013      | 6-8 agosto 2013      |
| Fase a gironi               | Seconda giornata | 3 giugno 2013 (Doral, USA) | 20-22 agosto 2013    | 20-22 agosto 2013    |
| Fase a gironi               | Terza giornata   | 3 giugno 2013 (Doral, USA) | 27-29 agosto 2013    | 27-29 agosto 2013    |
| Fase a gironi               | Quarta giornata  | 3 giugno 2013 (Doral, USA) | 17-19 settembre 2013 | 17-19 settembre 2013 |
| Fase a gironi               | Quinta giornata  | 3 giugno 2013 (Doral, USA) | 24-26 settembre 2013 | 24-26 settembre 2013 |
| Fase a gironi               | Sesta giornata   | 3 giugno 2013 (Doral, USA) | 22-24 ottobre 2013   | 22-24 ottobre 2013   |
| Fase a eliminazione diretta | Quarti di finale | 3 giugno 2013 (Doral, USA) | 10-12 marzo 2014     | 18-20 marzo 2014     |
| Fase a eliminazione diretta | Semifinali       | 3 giugno 2013 (Doral, USA) | 1º aprile 2014       | 8-9 aprile 2014      |
| Fase a eliminazione diretta | Finale           | 3 giugno 2013 (Doral, USA) | 15 aprile 2014       | 23 aprile 2014       |

## Squadre partecipanti
| Nazione             | Club                  | Metodo di qualificazione                                            |
| ------------------- | --------------------- | ------------------------------------------------------------------- |
| Messico 4 posti     | Club Tijuana          | Campione Torneo Apertura 2012                                       |
| Messico 4 posti     | Toluca                | Vicecampione Torneo Apertura 2012                                   |
| Messico 4 posti     | América               | Campione Torneo Clausura 2013                                       |
| Messico 4 posti     | Cruz Azul             | Vicecampione Torneo Clausura 2013                                   |
| Stati Uniti 4 posti | LA Galaxy             | Campione MLS Cup 2012                                               |
| Stati Uniti 4 posti | S.J. Earthquakes      | Vincitore MLS Supporters' Shield 2012                               |
| Stati Uniti 4 posti | Houston Dynamo        | Vicecampione MLS Cup 2012                                           |
| Stati Uniti 4 posti | Sporting K.C.         | Vincitore U.S. Open Cup 2012                                        |
| Costa Rica 3 posti  | Alajuelense           | Campione Campeonato de Invierno 2012                                |
| Costa Rica 3 posti  | Herediano             | Campione Campeonato de Verano 2013                                  |
| Costa Rica 3 posti  | Cartaginés            | Vicecampione Campeonato de Verano 2013                              |
| El Salvador 2 posti | Isidro Metapán        | Campione Torneo Apertura 2012                                       |
| El Salvador 2 posti | Luis Ángel Firpo      | Campione Torneo Clausura 2013                                       |
| Honduras 2 posti    | Olimpia               | Campione Torneo Apertura 2012 e Clausura 2013                       |
| Honduras 2 posti    | Victoria              | Secondo nella classifica aggregata di Apertura 2012 e Clausura 2013 |
| Guatemala 2 posti   | Comunicaciones        | Campione Torneo Apertura 2012 e Clausura 2013                       |
| Guatemala 2 posti   | Heredia               | Secondo nella classifica aggregata di Apertura 2012 e Clausura 2013 |
| Panama 2 posti      | Árabe Unido           | Campione Torneo Apertura 2012                                       |
| Panama 2 posti      | Sporting S.M.         | Campione Torneo Clausura 2013                                       |
| Nicaragua 1 posto   | Real Estelí           | Campione Primera División 2012-13                                   |
| Canada 1 posto      | Montréal Impact       | Vincitore Canadian Championship 2013                                |
| CFU 3 posti         | W Connection          | Vincitore gruppo 1 CFU Club Championship 2013                       |
| CFU 3 posti         | Valencia              | Vincitore gruppo 2 CFU Club Championship 2013                       |
| CFU 3 posti         | Morvant Caledonia Utd | Vincitore play-off CFU Club Championship 2013                       |

## Sorteggio
Il sorteggio per la fase a gironi si è svolto il 3 giugno 2013.
| Urna A      | Urna A           | Urna A                 | Urna A               |
| ----------- | ---------------- | ---------------------- | -------------------- |
| Tijuana     | América          | Los Angeles Galaxy     | San Jose Earthquakes |
| Herediano   | Olimpia          | Comunicaciones         | Árabe Unido          |
| Urna B      |                  |                        |                      |
| Toluca      | Cruz Azul        | Houston Dynamo         | Sporting Kansas City |
| Alajuelense | Victoria         | Isidro Metapán         | Montréal Impact      |
| Urna C      |                  |                        |                      |
| Heredia     | Luis Ángel Firpo | Sporting San Miguelito | Real Estelí          |
| Cartaginés  | W Connection     | Valencia               | Caledonia AIA        |

## Fase a gironi

### Gruppo 1
|                | ARA   | HOU   | WCO   |
| Árabe Unido    |       | 1 – 0 | 3 – 1 |
| Houston Dynamo | 2 – 1 |       | 2 – 0 |
| W Connection   | 0 – 2 | 0 – 0 |       |

| Squadra        | Pt | G | V | N | P | GF | GS | DR |
| -------------- | -- | - | - | - | - | -- | -- | -- |
| Árabe Unido    | 9  | 4 | 3 | 0 | 1 | 7  | 3  | +4 |
| Houston Dynamo | 7  | 4 | 2 | 1 | 1 | 4  | 2  | +2 |
| W Connection   | 1  | 4 | 0 | 1 | 3 | 1  | 7  | -6 |

### Gruppo 2
|                      | OLI   | EST   | SKC   |
| Olimpia              |       | 1 – 0 | 0 – 2 |
| Real Estelí          | 0 – 1 |       | 0 – 2 |
| Sporting Kansas City | 0 – 0 | 1 – 1 |       |

| Squadra       | Pt | G | V | N | P | GF | GS | DR |
| ------------- | -- | - | - | - | - | -- | -- | -- |
| Sporting K.C. | 8  | 4 | 2 | 2 | 0 | 5  | 1  | +4 |
| Olimpia       | 7  | 4 | 2 | 1 | 1 | 2  | 2  | 0  |
| Real Estelí   | 1  | 4 | 0 | 1 | 3 | 1  | 5  | -4 |

### Gruppo 3
|           | CRU   | HER   | VAL   |
| Cruz Azul |       | 3 – 0 | 3 – 0 |
| Herediano | 1 – 2 |       | 4 – 2 |
| Valencia  | 1 – 2 | 1 – 6 |       |

| Squadra   | Pt | G | V | N | P | GF | GS | DR  |
| --------- | -- | - | - | - | - | -- | -- | --- |
| Cruz Azul | 12 | 4 | 4 | 0 | 0 | 10 | 2  | +8  |
| Herediano | 6  | 4 | 2 | 0 | 2 | 11 | 8  | +3  |
| Valencia  | 0  | 4 | 0 | 0 | 4 | 4  | 15 | -11 |

### Gruppo 4
|                        | ALA   | AME   | SSM   |
| Alajuelense            |       | 1 – 0 | 2 – 0 |
| América                | 0 – 1 |       | 3 – 0 |
| Sporting San Miguelito | 1 – 0 | 0 – 1 |       |

| Squadra       | Pt | G | V | N | P | GF | GS | DR |
| ------------- | -- | - | - | - | - | -- | -- | -- |
| Alajuelense   | 9  | 4 | 3 | 0 | 1 | 4  | 1  | +3 |
| América       | 6  | 4 | 2 | 0 | 2 | 4  | 2  | +2 |
| Sporting S.M. | 3  | 4 | 1 | 0 | 3 | 1  | 6  | -5 |

### Gruppo 5
|                      | HER   | MTL   | SJ    |
| Heredia              |       | 1 – 0 | 1 – 0 |
| Montréal Impact      | 2 – 0 |       | 1 – 0 |
| San Jose Earthquakes | 1 – 0 | 3 – 0 |       |

| Squadra          | Pt | G | V | N | P | GF | GS | DR |
| ---------------- | -- | - | - | - | - | -- | -- | -- |
| S.J. Earthquakes | 6  | 4 | 2 | 0 | 2 | 4  | 2  | +2 |
| Montréal Impact  | 6  | 4 | 2 | 0 | 2 | 3  | 4  | -1 |
| Heredia          | 6  | 4 | 2 | 0 | 2 | 2  | 3  | -1 |

### Gruppo 6
|                | CAL   | COM   | TOL   |
| Caledonia AIA  |       | 0 – 3 | 1 – 5 |
| Comunicaciones | 2 – 0 |       | 1 – 2 |
| Toluca         | 3 – 1 | 5 – 1 |       |

| Squadra               | Pt | G | V | N | P | GF | GS | DR  |
| --------------------- | -- | - | - | - | - | -- | -- | --- |
| Toluca                | 12 | 4 | 4 | 0 | 0 | 15 | 4  | +11 |
| Comunicaciones        | 6  | 4 | 2 | 0 | 2 | 7  | 7  | 0   |
| Morvant Caledonia Utd | 0  | 4 | 0 | 0 | 4 | 2  | 13 | -11 |

### Gruppo 7
|                  | FIR   | TIJ   | VIC   |
| Luis Ángel Firpo |       | 0 – 0 | 2 – 1 |
| Tijuana          | 1 – 0 |       | 6 – 0 |
| Victoria         | 1 – 4 | 2 – 3 |       |

| Squadra          | Pt | G | V | N | P | GF | GS | DR  |
| ---------------- | -- | - | - | - | - | -- | -- | --- |
| Club Tijuana     | 10 | 4 | 3 | 1 | 0 | 10 | 2  | +8  |
| Luis Ángel Firpo | 7  | 4 | 2 | 1 | 1 | 6  | 3  | +3  |
| Victoria         | 0  | 4 | 0 | 0 | 4 | 4  | 15 | -11 |

### Gruppo 8
|                    | CAR   | MET   | LA    |
| Cartaginés         |       | 0 – 0 | 0 – 3 |
| Isidro Metapán     | 2 – 4 |       | 4 – 0 |
| Los Angeles Galaxy | 2 – 0 | 1 – 0 |       |

| Squadra        | Pt | G | V | N | P | GF | GS | DR |
| -------------- | -- | - | - | - | - | -- | -- | -- |
| LA Galaxy      | 9  | 4 | 3 | 0 | 1 | 6  | 4  | +2 |
| Isidro Metapán | 4  | 4 | 1 | 1 | 2 | 6  | 5  | +1 |
| Cartaginés     | 4  | 4 | 1 | 1 | 2 | 4  | 7  | -3 |

## Fase a eliminazione diretta
Le otto squadre qualificate dalla fase a gironi si sono affrontate in partite di andata e ritorno a eliminazione diretta. Gli accoppiamenti sono stati definiti in base al rendimento nella fase a gironi.

### Classificazione delle squadre qualificate
| Pos. | Squadra          | Pt | G | V | N | P | GF | GS | DR  |
| ---- | ---------------- | -- | - | - | - | - | -- | -- | --- |
| 1.   | Toluca           | 12 | 4 | 4 | 0 | 0 | 15 | 4  | +11 |
| 2.   | Cruz Azul        | 12 | 4 | 4 | 0 | 0 | 10 | 2  | +8  |
| 3.   | Club Tijuana     | 10 | 4 | 3 | 1 | 0 | 10 | 2  | +8  |
| 4.   | Árabe Unido      | 9  | 4 | 3 | 0 | 1 | 7  | 3  | +4  |
| 5.   | Alajuelense      | 9  | 4 | 3 | 0 | 1 | 4  | 1  | +3  |
| 6.   | LA Galaxy        | 9  | 4 | 3 | 0 | 1 | 6  | 4  | +2  |
| 7.   | Sporting K.C.    | 8  | 4 | 2 | 2 | 0 | 5  | 1  | +4  |
| 8.   | S.J. Earthquakes | 6  | 4 | 2 | 0 | 2 | 4  | 2  | +2  |

### Tabellone
|  | Quarti           | Quarti | Quarti |  |             | Semifinali | Semifinali | Semifinali |  |                 | Finale | Finale | Finale |
|  |                  |        |        |  |             |            |            |            |  |                 |        |        |        |
|  | LA Galaxy        | 1      | 2      |  |             |            |            |            |  |                 |        |        |        |
|  | LA Galaxy        | 1      | 2      |  |             |            |            |            |  |                 |        |        |        |
|  | Tijuana          | 0      | 4      |  |             |            |            |            |  |                 |        |        |        |
|  | Tijuana          | 0      | 4      |  | Tijuana     | 1          | 0          |            |  |                 |        |        |        |
|  |                  |        |        |  | Tijuana     | 1          | 0          |            |  |                 |        |        |        |
|  |                  |        |        |  |             | Cruz Azul  | 0          | 2          |  |                 |        |        |        |
|  | Sporting K.C.    | 1      | 1      |  |             | Cruz Azul  | 0          | 2          |  |                 |        |        |        |
|  | Sporting K.C.    | 1      | 1      |  |             |            |            |            |  |                 |        |        |        |
|  | Cruz Azul        | 0      | 5      |  |             |            |            |            |  |                 |        |        |        |
|  | Cruz Azul        | 0      | 5      |  |             |            |            |            |  | Cruz Azul (gfc) | 0      | 1      |        |
|  |                  |        |        |  |             |            |            |            |  | Cruz Azul (gfc) | 0      | 1      |        |
|  |                  |        |        |  |             |            |            |            |  |                 | Toluca | 0      | 1      |
|  | Alajuelense      | 0      | 2      |  |             |            |            |            |  |                 | Toluca | 0      | 1      |
|  | Alajuelense      | 0      | 2      |  |             |            |            |            |  |                 |        |        |        |
|  | Árabe Unido      | 0      | 0      |  |             |            |            |            |  |                 |        |        |        |
|  | Árabe Unido      | 0      | 0      |  | Alajuelense | 0          | 0          |            |  |                 |        |        |        |
|  |                  |        |        |  | Alajuelense | 0          | 0          |            |  |                 |        |        |        |
|  |                  |        |        |  |             | Toluca     | 1          | 2          |  |                 |        |        |        |
|  | S.J. Earthquakes | 1      | 1 (4)  |  |             | Toluca     | 1          | 2          |  |                 |        |        |        |
|  | S.J. Earthquakes | 1      | 1 (4)  |  |             |            |            |            |  |                 |        |        |        |
|  | Toluca (dtr)     | 1      | 1 (5)  |  |             |            |            |            |  |                 |        |        |        |
|  | Toluca (dtr)     | 1      | 1 (5)  |  |             |            |            |            |  |                 |        |        |        |

### Quarti di finale
Le gare d'andata si sono giocate tra il 10 e il 12 marzo 2014, quelle di ritorno tra il 18 e il 20 marzo.
| Squadra 1            | Totale          | Squadra 2   | Andata | Ritorno |
| -------------------- | --------------- | ----------- | ------ | ------- |
| San Jose Earthquakes | 2 - 2 (4-5 dtr) | Toluca      | 1 - 1  | 1 - 1   |
| Sporting Kansas City | 2 - 5           | Cruz Azul   | 1 - 0  | 1 - 5   |
| Los Angeles Galaxy   | 3 - 4           | Tijuana     | 1 - 0  | 2 - 4   |
| Alajuelense          | 2 - 0           | Árabe Unido | 0 - 0  | 2 - 0   |

### Semifinali
Le gare d'andata si sono giocate il 1º aprile 2014, quelle di ritorno l'8 e il 9 aprile.
| Squadra 1   | Totale | Squadra 2 | Andata | Ritorno |
| ----------- | ------ | --------- | ------ | ------- |
| Tijuana     | 1 - 2  | Cruz Azul | 1 - 0  | 0 - 2   |
| Alajuelense | 0 - 3  | Toluca    | 0 - 1  | 0 - 2   |

### Finale
| Squadra 1 | Totale      | Squadra 2 | Andata | Ritorno |
| --------- | ----------- | --------- | ------ | ------- |
| Cruz Azul | 1 - 1 (gfc) | Atlante   | 0 - 0  | 1 - 1   |

| Città del Messico 15 aprile 2014, ore 19:00 UTC-5 Andata | Cruz Azul             | 0 – 0 referto | Toluca | Estadio Azul\| Arbitro: \| Roberto García Orozco \| |
| Arbitro:                                                 | Roberto García Orozco |               |        |                                                     |

| Arbitro: | Marco Rodríguez |

|             |           |            |
| Benítez 63’ | Marcatori | 41’ Pavone |

## Classifica marcatori
| Gol |  |  | Giocatore               | Squadra            |
| --- |  |  | ----------------------- | ------------------ |
| 7   |  |  | Raúl Nava               | Toluca             |
| 5   |  |  | Nicolás Muñoz           | Isidro Metapán     |
| 5   |  |  | Mariano Pavone          | Cruz Azul          |
| 4   |  |  | Achille Emana           | Cruz Azul          |
| 4   |  |  | Robbie Keane            | Los Angeles Galaxy |
| 4   |  |  | Édgar Benítez           | Toluca             |
| 3   |  |  | Anllel Porras           | Herediano          |
| 3   |  |  | Hérculez Gómez          | Tijuana            |
| 3   |  |  | Jerry Palacios          | Alajuelense        |
| 3   |  |  | Pablo Herrera Barrantes | Cartaginés         |
| 3   |  |  | Paolo Suárez            | Comunicaciones     |